# 上敷領藍子
上敷領 藍子（かみしきりょう あいこ、1986年 - ）は、大阪生まれのヴァイオリン奏者。

## 略歴
7歳からヴァイオリンを始め、第1回大阪国際音楽コンクール中学校の部第1位、第14回京都芸術祭にて京都市長賞受賞、第55回全日本学生音楽コンクール大阪大会中学校の部第2位、第56回全日本学生音楽コンクール東京大会高校の部第2位。石川ミュージックアカデミーにてIMA賞を受賞し、スカラシップを得て翌年、米国アスペン音楽祭で川崎雅夫のマスタークラスを受講。第1回宗次エンジェルヴァイオリンコンクール第3位。
東京芸術大学音楽学部附属音楽高等学校を経て、東京芸術大学音楽学部を首席で卒業。その後東京藝術大学大学院修士課程研究科を卒業。2011年夏よりオランダ・マーストリヒト音楽院に留学、同年青山音楽賞新人賞を受賞。
ヴァイオリンを椙山久美、浦川宜也、玉井菜採、ボリス・ベルキンに、室内楽を岡山潔、山崎伸子、松原勝也に師事。